# Flos iriya
Flos iriya är en fjärilsart som beskrevs av Hans Fruhstorfer 1914. Flos iriya ingår i släktet Flos och familjen juvelvingar. Inga underarter finns listade i Catalogue of Life.